# Tusson (rivière)
Pour les articles homonymes, voir Tusson (homonymie).
Le Tusson est une rivière française qui coule dans les départements de la Sarthe et du Loir-et-Cher. C'est un affluent de la Braye en rive droite, donc un sous-affluent de la Loire par la Braye, le Loir et la Maine.

## Géographie
Le Tusson naît sur le territoire de la petite localité de Coudrecieux. Il prend naissance comme émissaire d'un étang situé au sein du bois des Loges, partie de la forêt de la Pierre, dans le département de la Sarthe. Son parcours s'effectue presque totalement sur le territoire de ce département. La rivière adopte d'abord une orientation plein sud. Arrivé en aval de Vancé, le Tusson effectue un léger changement de direction vers le sud-est. Il finit sa course en se jetant dans la Braye (rive droite) à la limite entre les communes de Lavenay et de Sougé (cette dernière étant la seule commune de son parcours située en Loir-et-Cher), à très peu de distance en amont du confluent de la Braye avec le Loir.

## Communes traversées
- Dans la Sarthe : Coudrecieux, Écorpain, Évaillé, Sainte-Cérotte, Cogners, Vancé, La Chapelle-Gaugain et Lavenay.

- En Loir-et-Cher : Sougé

## Hydrologie
Le Tusson est une rivière moyennement abondante, comme la plupart des cours d'eau du sud du département de la Sarthe. Son débit a été observé durant une période de 15 ans (1994-2008), à La Chapelle-Gaugain, localité du département de la Sarthe située peu avant son confluent avec la Braye. Le bassin versant de la rivière y est de 94 km2, soit plus de 90 % de la totalité de ce dernier.
Le module de la rivière à La Chapelle-Gaugain est de 0,542 m3/s.
Le Tusson présente des fluctuations saisonnières de débit modérées, avec des hautes eaux d'hiver-début de printemps portant le débit mensuel moyen à un niveau situé entre 0,88 et 1,24 m3/s, de décembre à mars inclus (avec un maximum fort net en janvier), et des basses eaux d'été-début d'automne, de juin à la mi-octobre inclus, accompagnées d'une baisse du débit moyen mensuel allant jusqu'à 0,191 m3/s au mois d'août, ce qui reste assez consistant pour un aussi petit cours d'eau.
À l'étiage, le VCN3 peut chuter jusque 0,080 m3/s, en cas de période quinquennale sèche, soit 80 litres par seconde, ce qui n'est cependant pas excessivement sévère comparé à d'autres cours d'eau du département de la Sarthe (comme la Vaige par exemple).
Les crues peuvent être assez importantes, du moins compte tenu de l'exiguïté du bassin de la rivière. Ainsi les QIX 2 et QIX 5 valent respectivement 12 et 19 m3/s. Le QIX 10 est de 24 m3/s, le QIX 20 est de 28 m3/s, tandis que le QIX 50 n'a pas été calculé faute d'une durée d'observation suffisante pour le déterminer (14 ans).
Le débit instantané maximal enregistré à La Chapelle-Gaugain durant la période d'observation, a été de 28,5 m3/s le 13 janvier 2004, tandis que la valeur journalière maximale était de 17,9 m3/s le même jour. En comparant la première de ces valeurs à l'échelle des QIX de la rivière, on constate que cette crue était d'ordre vicennal, et donc destinée à se reproduire assez fréquemment.
Le Tusson est une rivière moyennement abondante. La lame d'eau écoulée dans son bassin versant est de 183 millimètres annuellement, ce qui est nettement inférieur à la moyenne d'ensemble de la France tous bassins confondus, et aussi à la moyenne du bassin de la Loire (244 millimètres), mais presque égal à la moyenne du bassin de la Braye (200 millimètres), et surtout largement supérieur à celle du bassin du Loir (129 millimètres à Durtal). Le débit spécifique de la rivière (ou Qsp) atteint 5,8 litres par seconde et par kilomètre carré de bassin.